# Дворец Кокоревых
Дворец Кокоревых — несохранившееся здание на южном берегу Крыма, на территории современного пгт Санаторное (Нижняя Мухалатка) большой Ялты.

## История
В 1895 году Нижняя Мухалатка была приобретена у Шатиловых сыном купца В. А. Кокорева Сергеем Васильевичем, по инициативе которого было произведено переустройство имения (на деньги супруги Евдокии Викуловны, урождённой Морозовой, на чьё имя и была записана усадьба). Для создания парка окружающих на откосах и пустырях был приглашён французский ландшафтный архитектор Эдуард Андре. От прежних владельцев были сохранены посадки сосны, кипарисов, магнолий, лавра, выходившая к морю греческая колоннада. На трёх спускавшихся к морю террасах были посажены розы, хризантемы, от клумбы к клумбе устроены бассейны. Затем был приглашён известный ялтинский архитектор Оскар Эмильевич Вегенер (один из строителей Массандровского дворца), под руководством которого был построен дворец в стиле флорентийской архитектуры XVIII века. По мнению очевидцев, это был настоящий шедевр, отличающийся также изысканной роскошью внутреннего убранства. Существует своего рода легенда, что Николай II после посещения дворца пожелал для себя нечто похожее. Внутри дворец был наполнен редкими антикварными вещами и произведениями искусства, на стенах висели работы С. Ю. Судейкина, А. Ф. Гауша, К. П. Брюллова, предполагают, что там же находилась картина А. И. Куинджи «Лунная ночь на Днепре». До Первой мировой войны хозяева жили в имении почти круглый год. Во дворце было тридцать две комнаты (из них двенадцать для служащих), в имении — восемь зданий для обслуги на пятьдесят комнат, оранжереи, бани, скотный двор, конюшни, винные подвалы.
После установления в Крыму Советской власти имение было национализировано, 5 декабря 1920 года была произведена опись имущества, 13 января 1921 года имение Евдокии Викуловны Кокоревой было передано Полевому Штабу и Реввоенсовету Республики, в 1922 году дворец перешёл в ведение санаторно-курортного управления совхоза «Мухалатка» и стал домом отдыха, затем передано СНК СССР. В довоенные годы использовался для размещения высшего руководства СССР — в нём отдыхали М. В. Фрунзе, Н. И. Бухарин, Н. К. Крупская, С. Орджоникидзе, а также И. В. Сталин (до тех пор, пока он не предпочёл Сочи). В 1941 году при отступлении части Красной армии взорвали дворец со всем его содержимым. В 1950-х годах на его месте было возведено здание современного дома отдыха (госдачи), также предназначенного для лидеров СССР.